# Oranienburger Strasse
Ej att förväxla med Oranienstrasse i stadsdelen Kreuzberg

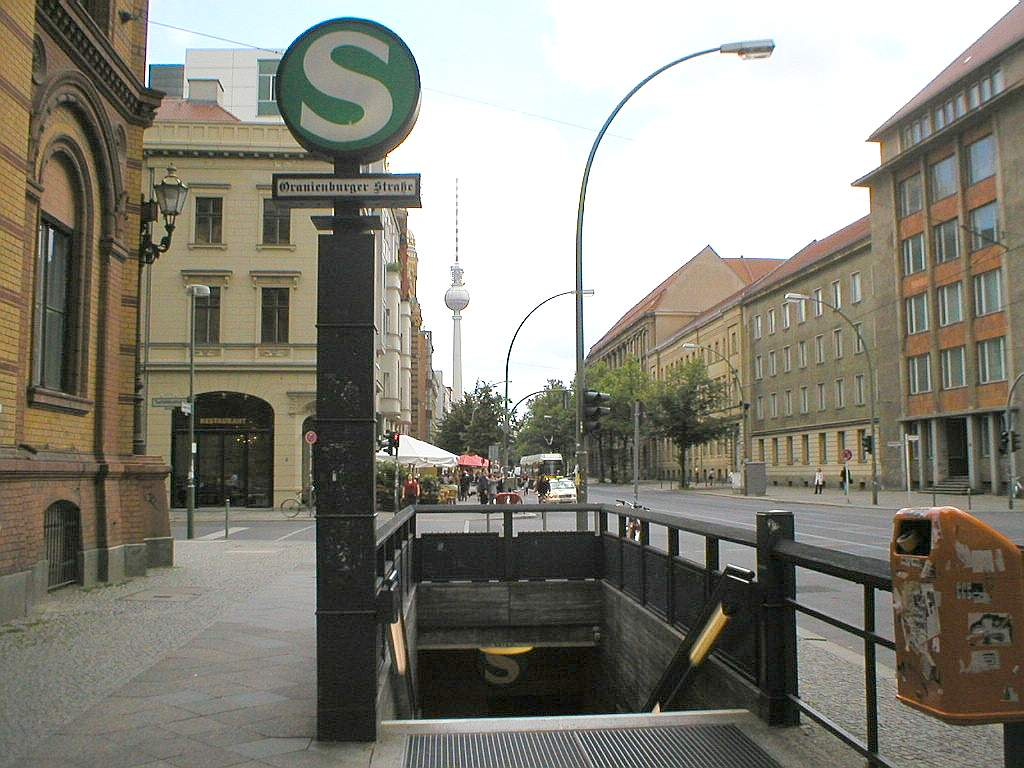
Oranienburger Strasse med nedgång till Oranienburger Strasse station.

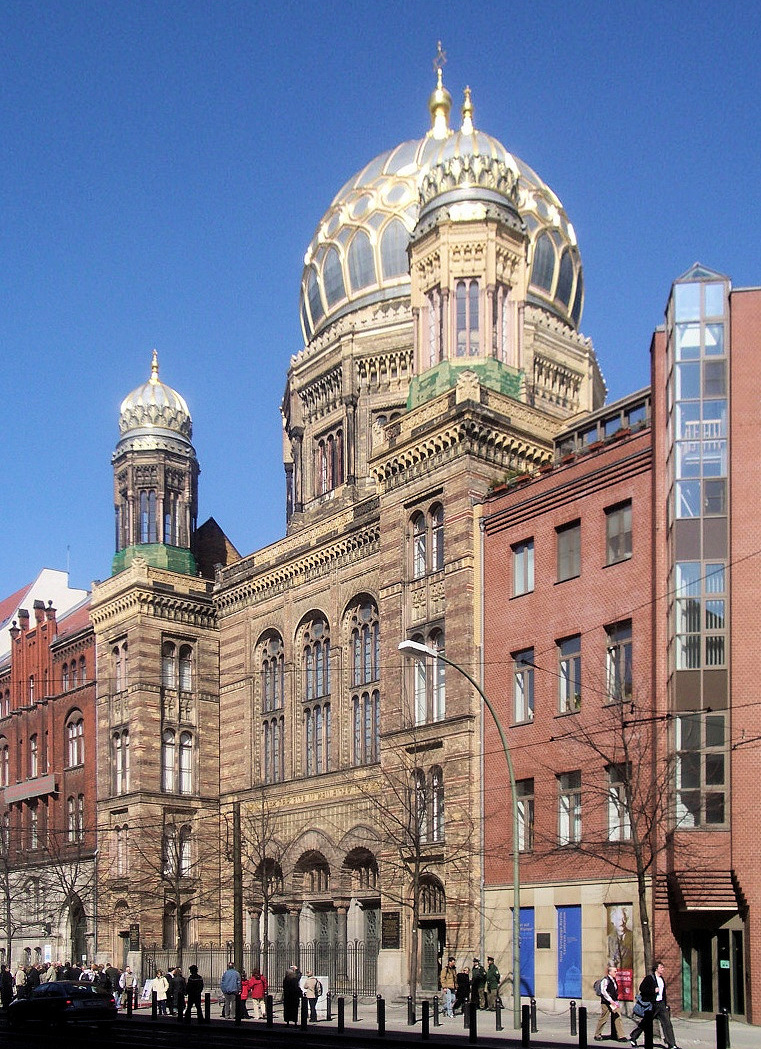
Neue Synagoge

Oranienburger Strasse (tyska: Oranienburger Straße) är en av Berlins mest kända gator. Här finns olika sevärdheter och många restauranger och kaféer. Gatan är även känd för prostitution som pågår under natten. Sitt namn fick gatan efter staden Oranienburg i den tyska delstaten Brandenburg.
Oranienburger Strasse börjar vid platsen Hackescher Markt och fortsättar åt nordväst till gatan Friedrichstrasse, där den historiska stadsporten Oranienburger Tor låg. Ungefär i mitten står synagogam som är andligt centrum för Berlins judar. Den byggdes mellan 1859 och 1866 och kännetecknas av ett delvis guldbelagt kupolvalv. I närheten av Friedrichstrasse står ruinen av ett gammalt köpcentrum. Egentligen skulle huset rivas men 1990 ockuperade ett antal konstnär byggnaden och omvandlade den till ett kulturcentrum med namnet Tacheles. In på 2010-talet kunde man här hitta kaféer, ateljéer, utställningsrum och diskotek, innan all verksamhet tvingades bort av husets ägare.
Sedan 1877 går spårvagnstrafik på gatan. Trafiken var bara avbruten mellan 1945 och 1951 på grund av andra världskrigets skador. Vid korsningen med gatan Tucholskystraße finns Oranienburger Strasse station från 1936 som trafikeras av Berlins pendeltåg.